# Estaca de Bares
Estaca de Bares este o arie protejată (arie specială de conservare — SAC, sit de importanță comunitară — SCI) din Spania întinsă pe o suprafață de 851,54 ha, din care 11 % marine.

## Localizare
Centrul sitului Estaca de Bares este situat la coordonatele 43°46′06″N 7°41′48″W / 43.7683°N 7.6967°V.

## Înființare
Situl Estaca de Bares a fost declarat sit de importanță comunitară în februarie 1999 pentru a proteja 15 specii de animale. Situl a fost protejat și ca arie specială de conservare în martie 2014.

## Biodiversitate
Situată în ecoregiunile atlantică și marină Atlantică, aria protejată conține 30 de habitate naturale: Faleze cu vegetație de pe coastele atlantice și baltice, Tufărișuri halofile mediteraneene și termo-atlantice (Sarcocornetea fruticosi), Terase mlăștinoase și terase nisipoase neacoperite de apă la reflux, Peșteri inaccesibile publicului, Păduri aluvionare cu Alnus glutinosa și Fraxinus excelsior (Alno-Padion, Alnion incanae, Salicion albae), Pășuni atlantice udate de apa mării (Glauco-Puccinellietalia maritimae), Dune mobile de-a lungul țărmului cu Ammophila arenaria („dune albe”), Golfuri mici largi și golfuri puțin adânci, Vegetație anuală la limita mareei, Pseudostepă cu ierburi și specii anuale de Thero-Brachypodietea, Recifuri, Pajiști uscate europene, Liziere de ierburi înalte hidrofile de câmpie și de nivel montan până la alpin, Pajiști uscate atlantice de coastă cu Erica vagans, Roci stâncoase cu vegetație pionieră de Sedo-Scleranthion sau Sedo albi-Veronicion dillenii, Pante stâncoase silicioase cu vegetație casmofită, Matorral arborescenți cu Laurus nobilis, Bancuri de nisip acoperite în permanență slab de apă marină, Dune mobile cu vegetație embrionară, Salicornia și alte specii anuale care populează regiunile mlăștinoase și nisipoase, Grohotișuri termofile și vest-mediteraneene, Pajiști cu Molinia pe soluri calcaroase, turboase sau argilos-nămoloase (Molinion caeruleae), Fânețe de joasă altitudine (Alopecurus pratensis, Sanguisorba officinalis), Depresiuni intradunale umede, Estuare, Dune de coastă fixe cu vegetație erbacee („dune gri”), Cursuri de apă de la nivel de câmpie la nivel montan, cu vegetație Ranunculion fluitantis și Callitricho-Batrachion, Izvoare petrifiante cu formare de travertin (Cratoneurion), Peșteri marine scufundate complet sau parțial, Pajiști umede atlantice temperate cu Erica ciliaris și Erica tetralix.
La baza desemnării sitului se află mai multe specii protejate:
- păsări (10): pietruș (Arenaria interpres), caprimulg (Caprimulgus europaeus), șoim călător (Falco peregrinus), Larus michahellis, ciocârlie de pădure (Lullula arborea), Phalacrocorax aristotelis, cormoran mare (Phalacrocorax carbo), Phalacrocorax carbo sinensis, Pyrrhocorax pyrrhocorax, silvie de tufiș (Sylvia undata)
- mamifere (3): liliac comun (Myotis myotis), liliacul mare cu potcoavă (Rhinolophus ferrumequinum), liliacul mic cu potcoavă (Rhinolophus hipposideros)
- nevertebrate (1): Elona quimperiana
- reptile (1): Iberolacerta monticola